# Badminton-Juniorenweltmeisterschaft 2006/Mannschaft
Die Badminton-Juniorenweltmeisterschaft 2006 fand vom 2. bis zum 11. November in Incheon in Südkorea statt. Folgend die Ergebnisse im Mannschaftswettbewerb.

## Endstand
| 1. Südkorea 2. Volksrepublik China 3. Malaysia 4. Indonesien 5. Japan 6. Singapur 7. Thailand 8. Indien 9. Chinesisch Taipeh 10. England 11. Deutschland 12. Russland 13. Dänemark 14. Niederlande | 1. Tschechien 2. Türkei 3. Hongkong 4. Ukraine 5. Vietnam 6. Vereinigte Staaten 7. Kanada 8. Bulgarien 9. Neuseeland 10. Australien 11. Philippinen 12. Pakistan 13. Südafrika 14. Ägypten |